# Pleegkinderenwet
De Pleegkinderenwet was een Nederlandse wet die in 1951 is vastgesteld. De wet regelde de melding, verzorging en het toezicht op jongeren onder de 18 in tehuizen en in pleeggezinnen. De Raad voor de Kinderbescherming voerde de wet uit met hulp van de gemeente. De wet is op 1 januari 2015 vervallen.

## Uitvoering door de gemeente
Volgens de wet moeten pleegouders en tehuizen wanneer zij een pleegkind opnemen, of wanneer het kind vertrekt of overlijdt, dit binnen een week melden aan de gemeente. De gemeente stuurt dit bericht aan de Raad voor de Kinderbescherming. Als die een besluit tot plaatsing in een pleeggezin of een tehuis intrekt, krijgt de gemeente hierover bericht. Als het gezin of het tehuis het besluit voorlegt aan de rechtbank wordt de uitspraak door de Raad voor de Kinderbescherming aan de gemeente gezonden.

### Activiteiten
- Doorzenden berichten over pleegkinderen naar de Raad voor de Kinderbescherming
- Weet hebben van de aanwezigheid van en besluiten over pleegkinderen

### Financiën
Gemeenten ontvangen geen aparte middelen voor de uitvoering van de Pleegkinderenwet. De kosten van de activiteiten worden gedekt via de algemene uitkering van het gemeentefonds of uit de opbrengst van lokale belastingen.

## Uitvoering door de Raad voor de Kinderbescherming
De Raad voor de Kinderbescherming houdt toezicht op kinderen in pleeggezinnen en in tehuizen op grond van eisen die staan in een Algemene maatregel van bestuur (AmvB). Vaak zijn bij de plaatsing in een pleeggezin en begeleiding van pleegkinderen tegenwoordig meerdere jeugdinstanties, zoals het Bureau Jeugdzorg, betrokken. De Raad voor de Kinderbescherming houdt met de pleegkinderenwet toezicht op de pleegzorg.

### Activiteiten
- Meldingen van pleegouders en tehuizen onderzoeken
- Besluiten nemen over het pleegouderschap als de wet of AmvB wordt overtreden
  - Besluiten dat pleegouders of een tehuis niet voor kind mogen zorgen.
  - Ook kan de raad besluiten dat pleegouders helemaal niet voor pleegkinderen mogen zorgen.
- Gehoord worden in gerechtelijke procedures
- Gemeenten informeren over besluiten op basis van de wet

### Financiën
De Raad voor de Kinderbescherming valt onder het ministerie van Justitie en wordt gefinancierd door de Rijksoverheid.
Ter indicatie, in de jaren 2005-2006 waren de landelijke kosten voor alle taken van de raden voor de Kinderbescherming (breder dan de Pleegkinderenwet) 124 miljoen euro. In Nederland wonen ongeveer 10.000 kinderen in een pleeggezin.

## Bron
1. ↑  Bron: Pleegzorg Nederland.